# لوكاس دانيال
لوكاس دانيال (بالفرنسية: Lucas Daniel)‏ هو نبال فرنسي، ولد في 1995 في رين في فرنسا.

## وصلات خارجية
- لوكاس دانيال على موقع الاتحاد الدولي للرماية بالسهام (الإنجليزية)
- لوكاس دانيال على موقع اللجنة الأولمبية الدولية (الإنجليزية)
- لوكاس دانيال على موقع أوليمبيديا (الإنجليزية)
- لوكاس دانيال على موقع اللجنة الأولمبية الفرنسية (مؤرشف) (الفرنسية)